# نوار رودخانه‌ای

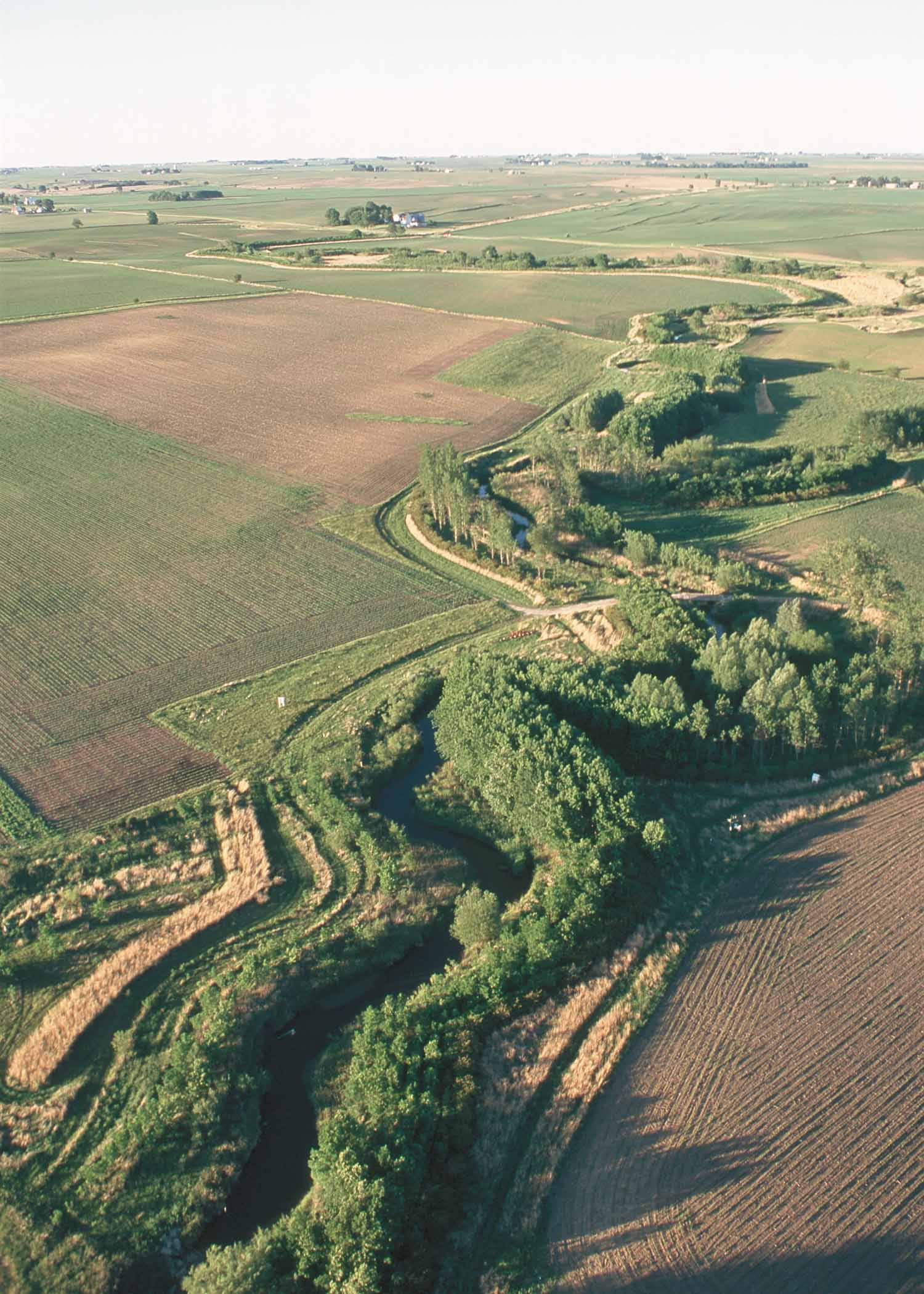
نوار رودخانه‌ای با پوشش گیاهی در کنار کشتزاری در شهرستان استوری، آیووا

نوار رودخانه‌ای (به انگلیسی: Riparian buffer) یا نوار جویباری یا نوار نهری (stream buffer) یک منطقه پوشش گیاهی (از یک "نوار میانگیر") در نزدیکی یک نهر است که معمولاً جنگلی است که به سایه و محافظت جزئی رودخانه از تأثیر کاربری‌های زمین‌های پیرامون کمک می‌کند. نقش کلیدی در افزایش کیفیت آب در نهرها، رودخانه‌ها و دریاچه‌های مرتبط دارد و در نتیجه مزایای زیست‌محیطی را به همراه دارد. با کاهش بسیاری از بوم‌سازگان‌های آبی به دلیل کشاورزی، پهنه رودخانه‌ای به یک عمل حفاظتی بسیار رایج تبدیل شده‌اند که هدف آن افزایش کیفیت آب و کاهش آلودگی است.